# Selecció d'hoquei sobre patins femenina d'Alemanya
La selecció d'hoquei sobre patins femenina d'Alemanya representa la Federació Alemanya de Patinatge en competicions internacionals d'hoquei sobre patins. La Federació Alemanya es va fundar l'any 1949.
Ha guanyat dues vegades el Campionat d'Europa.

## Palmarès
- 2 Campionats d'Europa : 2003 i 2007

## Equip actual
Selecció a la Copa Amèrica 2010
| - Carolin Reinert (p) - Maren van der Fels(p) - Simone Firll - Maren Wichardt - Laura La Rocca |  | - Gina Behnke - Jenny Delgado - Franziska Neubert - Svenja Runge - Nicole Paczia |  |  |

- Seleccionador: Mike Neubauer